# Einstein-Hilbert-Wirkung
Die Einstein-Hilbert-Wirkung {\displaystyle W_{\text{Gravitation}}[g]} ist ein mathematischer Ausdruck aus der allgemeinen Relativitätstheorie, der erstmals von David Hilbert angegeben wurde. Aus dieser Wirkung lassen sich die einsteinschen Feldgleichungen mit dem Prinzip der kleinsten Wirkung herleiten.
Mathematisch wird die Einstein-Hilbert-Wirkung wie folgt formuliert:
{\displaystyle W_{\text{Gravitation}}[g]={\frac {c^{4}}{16\pi G_{\text{N}}}}\int {\sqrt {|\det {g}(x)|}}\,R(g(x))\,\mathrm {d} ^{4}x}
Dabei ist
- {\displaystyle c} die Lichtgeschwindigkeit
- {\displaystyle G_{\text{N}}} die newtonsche Gravitationskonstante
- {\displaystyle g} der metrische Tensor
- {\displaystyle R} der Krümmungsskalar.

Die Forderung, dass die Variation der Wirkung {\displaystyle \delta W[g]} für jede Variation der Metrik {\displaystyle \delta g} verschwindet, liefert die Gleichungen
{\displaystyle R_{mn}(x)-{\frac {R(x)}{2}}\,g_{mn}(x)=0\,,}
wobei {\displaystyle R_{mn}(x)} die Komponenten des Ricci-Tensors bezeichnet.
Dies sind die Feldgleichungen im Vakuum bei Abwesenheit von Teilchen und Feldern und bei verschwindender Vakuumenergiedichte. Die rechte Seite der Feldgleichungen, die Komponenten des Energie-Impuls-Tensors, erhält man, indem man den Teil der Wirkung, der die Materie beschreibt, nach der Metrik variiert. Der Vorfaktor
{\displaystyle {\frac {c^{4}}{16\pi G_{\text{N}}}}}
vor der Einstein-Hilbert-Wirkung bestimmt die Stärke, mit der Energie und Impuls die Gravitation erzeugen.
Um die kosmologische Konstante {\displaystyle \Lambda } in den Feldgleichungen zu erhalten, kann man der Wirkung einen Term 
{\displaystyle -{\frac {c^{4}}{16\pi G_{\text{N}}}}\int \!{\sqrt {|\det {g}(x)|}}\,2\,\Lambda \,\mathrm {d} ^{4}x}
hinzufügen. Ein solcher Term kann auch als Anteil des Energie-Impuls-Tensors aufgefasst werden, was den Vorteil hat, dass es eine physikalische Begründung für die kosmologische Konstante liefert. Es gibt heute (2016) eine Vielzahl von Modellen, die mit verschiedenem Erfolg versuchen eine kosmologische Konstante durch den Materieinhalt des Universums zu erklären.